# Hugh Gough (1. wicehrabia Gough)
Hugh Gough, 1. wicehrabia Gough (ur. 3 listopada 1779, zm. 2 marca 1869) – brytyjski marszałek polny. Urodził się w Woodstown, Limerick w Irlandii. Odznaczony między innymi Orderem św. Patryka, Orderem Gwiazdy Indii, Orderem Łaźni.